# Церква Святого Іоана Златоуста (Ялта)
Храм Святого Іоана Златоуста — церква в центрі Ялти, розташована на Полікурівському пагорбі. Побудована в 1832—1837 роках за особистим клопотанням генерал-губернатора Новоросійського краю графа М. С. Воронцова за державний рахунок як соборний храм майбутнього міста. На церемонії відкриття храму був присутній російський імператор Микола І і його дружина Олександра Федорівна. Зразу після цього слідував високий указ про надання Ялті статусу міста.

## Історія
Перший соборний храм Ялти був побудований за кресленнями архітектора Джорджо Торрічеллі. Він був виконаний з пиляних вапняних блоків в псевдоготичному стилі англійських заміських вілл, обштукатурений і забарвлений в охристі тони. Вінчали храм п'ять шатрових куполів, покритих сухозлитним золотом. Триярусна дзвіниця, що підноситься на 45 метрів над рівнем моря, відразу стала головним містобудівним і навігаційним орієнтиром міста. Вона була внесена до всіх міжнародних лоцій Чорного моря. Навколо храму розташовувався цвинтар — старе кладовище, залишки якого можна знайти і зараз.
У 80-х роках XIX століття собор св. Іоана Златоуста зазнав істотну перебудову. Її провів міський архітектор М. П. Краснов, який за власним кресленнями значно розширив будівлю храму і звів його хрестово-купольний простір в один купол візантійського стилю. Купол був забарвлений блакитною олійною фарбою і увінчаний великим позолоченим хрестом. Засоби на ці роботи пожертвував Ялтинський міський голова Андрій Львович Врангель. На його прохання в храмі також була влаштована прибудова, престол якої освячений на честь святого апостола Андрія Первозваного — небесного покровителя А. Л. Врангеля. До нашого часу не дійшли творіння академіка Краснова — Микільська каплиця, школа, храм, що згорів в 1941 році і розібраний на початку 1950-х. Завдяки своєму «міжнародному статусу» уціліла тільки дзвіниця.
З 1994 року почалося відродження святині. Автором нового проекту стала архітектор Олександра Валерівна Петрова, що узяла за основу креслення Джорджо Торрічеллі, знайдені в архіві палацу-музею Воронцова в Алупці. За три роки храм був відбудований в тому ж вигляді, як і при графові Воронцові. 26 листопада 1998 року він був освячений архієпископом Сімферопольським і Кримським Лазарем, про що оповідає пам'ятна таблиця, поміщена в притворі.
У храмі продовжується відтворення інтер'єрів, елементів внутрішнього убрання і церковного орнаментального розпису. Йде будівництво колись зруйнованої Микільської каплиці біля Морського порту, а також недільної школи.